# عصام عوض
عصام عوض (انگلیسی: Essam Awad؛ زادهٔ ۲۴ اوت ۱۹۶۲) بازیکن والیبال اهل مصر بود.